# Plagiolepis longipes
Plagiolepis longipes é uma espécie de formiga do gênero Plagiolepis, pertencente à subfamília Formicinae.